# Kannabidiol
Kannabidiol (skrót CBD, od ang. cannabidiol) – organiczny związek chemiczny z grupy kannabinoidów, występujący w konopiach. W przeciwieństwie do swojego izomeru, tetrahydrokannabinolu (THC), CBD nie ma działania psychoaktywnego, wpływa jednak na przebieg odurzenia wywołanego działaniem THC.
Spośród wszystkich psychoaktywnych substancji zawartych w konopiach siewnych, cztery można wyszczególnić jako dominujące. Są to dwa izomery tetrahydrokannabinolu (Δ8-THC i Δ9-THC), kannabinol (CBN) i właśnie CBD, który jest, obok Δ9-THC, najlepiej przebadany. Jego zawartość w suszu konopnym jest zmienna. Sam kannabidiol nie wpływa na aktywność lokomotoryczną, temperaturę ciała, pamięć, czy sedację u zażywającej go osoby. Wpływa jednak na działanie Δ9-THC, między innymi poprzez ograniczanie lęków wywołanych jego spożyciem. Lek zawierający CBD pod nazwą Epidiolex został zatwierdzony w leczeniu zespołu Dravet oraz zespołu Lennoxa-Gastauta przez FDA dla pacjentów w wieku 2 lat lub starszych.

## Pacjenci pediatryczni
CBD przedstawiane jest przez rodziców zrzeszonych w grupach wsparcia jako lek na liczne schorzenia u pacjentów pediatrycznych, co nie znajduje odzwierciedlenia w badaniach. W 2017 większość dostępnej literatury traktowała o epilepsji, jednak nawet i w jej przypadku nie była wystarczająca do jednoznacznej oceny działania CBD. Ówcześnie jednym z najobszerniejszych dostępnych przeglądów był ten opracowany przez Gloss & Viskrey (2012). Spośród 21 dostępnych wówczas badań o zastosowaniu CBD w leczeniu epilepsji jedynie cztery badania miały poprawną metodologię. Uwzględniono w nich 48 pacjentów. Dawka 200–300 mg CBD dziennie okazała się bezpieczna, jednakże nie potwierdzono jej skuteczności w rozpatrywanych przypadkach. Przegląd systematyczny American Academy of Neurology z roku 2014, obejmujący 34 badania nad stwardnieniem rozsianym, epilepsją oraz zaburzeniami motoryki, również nie potwierdził deklarowanego leczniczego działania i nie zaprzeczył mu. Według badaczy rodzice pacjentów pediatrycznych mimo braku dowodów decydują się na używanie preparatów CBD ze względu na trzy czynniki: uwagę kreowaną przez Internet oraz media, opisywanie przypadków wyleczonych dzieci oraz przekonanie o wyższości produktów naturalnych nad syntetycznymi.
W retrospektywnej analizie dokumentacji 75 pacjentów w wieku dziecięcym lub nastoletnim dotkniętych epilepsją wskazano na deklarowaną przez nich poprawę (57% z lekką poprawą i 33% z redukcją liczby napadów o ponad połowę). Nie wskazano jednak konkretnego dawkowania CBD ani też stosunku CBD do THC w stosowanych produktach. Uniwersytet Stanforda i Uniwersytet Kalifornijski w Los Angeles przeprowadzały za pośrednictwem Facebooka sondę wśród rodziców stosujących CBD u swoich dzieci. Wyniki wskazują na silnie pozytywne nastawienie rodziców względem leczenia CBD, jak i innymi kannabinoidami.
Preparaty zawierające CBD stosowane są również w przypadku zaburzeń behawioralnych i rozwojowych. Większość danych dotyczy jednak innego kannabinoidu – dronabinolu (syntetycznego odpowiednika Δ9-THC). W 2015 ukazał się przegląd badań nad zastosowaniem marihuany w przypadku między innymi ADHD oraz spektrum zaburzeń autystycznych, wskazujący na ogromny niedostatek dowodów naukowych na działanie preparatów kannabinoidów w leczeniu zaburzeń behawioralnych i rozwojowych u dzieci. Na ówczesnym stanie wiedzy zastosowanie medyczne kannabinoidów można było rekomendować jedynie jako lek ostatniej szansy, z zachowaniem świadomości skutków ubocznych długotrwałego ich przyjmowania. Istniały jednak wówczas internetowe grupy wsparcia zrzeszające rodziców stosujących preparaty z konopi u swoich dzieci. Wielu miało cytować literaturę naukową wskazującą na korzyści stosowania preparatów z konopi, jednak w większości dotyczyła ona badań na modelach zwierzęcych.

## Badania innych efektów biologicznych

### Wpływ na zaburzenia psychiczne
Wykazuje właściwości przeciwpsychotyczne i może redukować objawy somatyczne towarzyszące stanom lękowym (pozytywny wynik badania na szczurach). W drugim dziesięcioleciu XXI wieku CBD zyskało zainteresowanie w związku z postulowanym działaniem przeciwlękowym. W 2015 opublikowano przegląd 49 badań przedklinicznych, klinicznych i epidemiologicznych omawiających wspomniane zagadnienie. Autorzy przedstawili potencjalne zastosowanie kannabidiolu w przypadku zaburzeń lękowych powiązanych z różnorodnymi jednostkami. Podkreślili brak niepożądanego anksjogennego działania, wskazali na konieczność dalszych badań. Dodatkowo w modelach zwierzęcych CBD przejawia działanie antyoksydacyjne oraz neuroprotekcyjne. W 2019 na Uniwersytecie Kolorado wykazano, że poziom stanów lękowych zmniejszył się podczas pierwszego miesiąca u 57 pacjentów (79,2%) i nie wzrastał w czasie dalszej obserwacji.

### Wpływ na bezsenność
Wstępnie badania nad marihuaną sugerowały potencjalne zastosowanie CBD w leczeniu bezsenności. Badania kliniczne dały jednak mieszane rezultaty, początkowo notowano wzrost ilości snu i wydłużenie fazy REM, ale w dłuższej perspektywie obserwowano pogorszenie jakości snu, czego przyczyną jest prawdopodobnie współwystępowanie Δ9-THC. Równocześnie pozytywne rezultaty uzyskano badając działanie nabilonu u osób dotkniętych zespołem stresu pourazowego, u których lęk stanowił przyczynę problemów ze snem.

### Wpływ na nowotwory
W 2005 badanie nad komórkami glejaka linii U87 wykazało hamujący wpływ CBD na ich migrację. W 2006 wykazano, że CBD ma wpływ na aktywację enzymu kaspazy oraz apoptozę w komórkach glejaka. W 2011 w badaniach nad komórkami raka piersi stwierdzono, że CBD zwiększało ich apoptozę i autofagię. W innych badaniach wykazano hamujący wpływ kannabidiolu na rozwój nowotworu szyjki macicy.